# Hélio Ary
Hélio Ary Silveira (Santana do Livramento, 5 de março de 1930 - Santana do Livramento, 4 de janeiro de 2011) foi um ator de cinema e televisão brasileiro.

## Carreira
Iniciou carreira no teatro, na Fundação Brasileira de Teatro onde teve aulas de interpretação com Dulcina de Moraes, Henriette Morineau, Bibi Ferreira, Adolfo Celi, aulas de teatro russo com Joracy Camargo e de literatura com Cecília Meireles. A convite de Maria Clara Machado estreou no Teatro O Tablado. Na capital fluminense, morou dos 18 aos 76 anos, quando voltou à terra natal. Na televisão estreara na década de 1960, na TV Tupi. 
Ary sofria do Mal de Alzheimer e faleceu em sua casa, em consequência de insuficiência respiratória.

## Filmografia

### Televisão
| Ano       | Título                   | Personagem                | Notas                                                 |
| --------- | ------------------------ | ------------------------- | ----------------------------------------------------- |
| 1963-1965 | Teatrinho Trol           | Vários personagens        |                                                       |
| 1966      | A Ilha do Tesouro        | —                         |                                                       |
| 1969      | O Doce Mundo de Guida    | —                         |                                                       |
| 1969      | Enquanto Houver Estrelas | Doca                      |                                                       |
| 1972      | A Patota                 | Delegado Aureliano Matoso |                                                       |
| 1973      | Carinhoso                | Dr. João Cláudio          |                                                       |
| 1973      | Shazan, Xerife e Cia.    | Conde Jaburu              | Episódio: "S.O.S Jaburu"                              |
| 1973      | Caso Especial            | —                         | Episódio: "O Capote"                                  |
| 1974      | Fogo Sobre Terra         | Custódio                  |                                                       |
| 1976      | O Casarão                | Padre Felício             |                                                       |
| 1976      | Duas Vidas               | Dário Sena                |                                                       |
| 1977      | O Astro                  | Mello Assunção            |                                                       |
| 1978      | Caso Especial            | Leonardo                  | Episódio: "A Morte e a Morte de Quincas Berro D´Água" |
| 1978      | Caso Especial            | Dom Rodrigo               | Episódio: "O Caminho das Pedras Verdes"               |
| 1979      | Pai Herói                | Dr. Soares                |                                                       |
| 1979      | Aplauso                  | Sid Davis                 | Episódio: "Ao Lado Meu na Imensidão"                  |
| 1981-1987 | Viva o Gordo             | Vários personagens        |                                                       |
| 1982      | Caso Verdade             | Pai de Sônia              | Episódio: "Amor em Preto e Branco"                    |
| 1987      | Carmem                   | Ary Magalhães Monteiro    |                                                       |
| 1990      | Desejo                   | Noronha                   |                                                       |
| 1992      | Deus nos Acuda           | Dr. Jamil                 |                                                       |
| 1993      | Você Decide              | Lauro                     | Episódio: "Faça a Coisa Certa"                        |
| 1994      | 74.5 - Uma Onda no Ar    | Franklin Guimarães        |                                                       |
| 1998      | Mulher                   | Padre Manoel              | Episódio: "Prazeres e Limites"                        |
| 1999      | Você Decide              | 2º Marido                 | Episódio: "Profissão: Viúva"                          |
| 1999      | Você Decide              | —                         | Episódio: "Uma Mina de Ouro"                          |
| 2001      | Os Maias                 | Batista                   |                                                       |

### Cinema
| Ano  | Título                               | Personagem                    |
| ---- | ------------------------------------ | ----------------------------- |
| 1966 | Nudista à Força                      | —                             |
| 1968 | O Homem Nu                           | —                             |
| 1968 | O Homem que Comprou o Mundo          | Psiquiatra                    |
| 1969 | As Duas Faces da Moeda               | Anjo Branco                   |
| 1972 | A Difícil Vida Fácil                 |                               |
| 1976 | Dona Flor e Seus Dois Maridos        | Venceslau Diniz               |
| 1979 | Amor Bandido                         | Veterinário                   |
| 1980 | O Gigante da América                 | —                             |
| 1990 | O Escorpião Escarlate                | Patrão de Glória              |
| 1995 | Carlota Joaquina, Princesa do Brazil | Louriçal                      |
| 1996 | O Xangô de Baker Street              | Pai de Albertina              |
| 1999 | Mauá - O Imperador e o Rei           | Liquidante do Banco do Brasil |

### Teatro[6]
- 1960 - Vamos a Belém
- 1961 - A Respeitosa
- 1961 - Maroquinhas Fru-Fru
- 1961 - O Mal-Entendido
- 1961/1962 - Vamos a Belém
- 1962 - O Médico à Força
- 1963 - Barrabás
- 1963 - O Menino e o Vento
- 1964 - A Guerra Mais ou Menos Santa
- 1964 - A Torre em Concurso
- 1964 - O Carteiro do Rei
- 1965 - A Guerra Mais ou Menos Santa
- 1965 - O Chão dos Penitentes
- 1965/1966 - A Vida Impressa em Dólar
- 1966 - A Respeitosa
- 1966 - Édipo Rei
- 1966 - Piquenique no Front
- 1966 - O Sr. Puntila e Seu Criado Matti
- 1966 - As Interferências
- 1967 - A Megera Domada
- 1967 - As Criadas
- 1967 - Hamlet
- 1967 - Os Sete Gatinhos
- 1968 - O Jardim das Cerejeiras
- 1969 - Arena Conta Zumbi
- 1969 - Arena Conta Zumbi (EUA/México/Peru/Argentina)
- 1969 - De Olho n'Amélia
- 1970 - Arena Conta Bolívar
- 1970 - O Bravo Soldado Schweik
- 1971 - Só Porque Você Quer
- 1971 - Um Homem É Um Homem
- 1972 - Independência ou Morte
- 1972 - Panorama Visto da Ponte
- 1973 - Calabar
- 1975 - Golpe Sujo
- 1979 - Teu Nome É Mulher
- 1981 - Pequenos Burgueses
- 1982 - Vidigal: Memórias de Um Sargento de Milícias
- 1982/1983 - Motel Paradiso
- 1983 - O Olho Azul da Falecida
- 1986/1987 - Lily e Lily
- 1990 - Isso é Tudo
- 1991 - O Cid
- 1992 - Lucrécia, o Veneno dos Bórgia
- 1997/1998 - O Inimigo do Povo
- 2000 - A Vida Impressa em Dólares

### Premiação
Prêmio Mambembe de Teatro - Anos de 1990